# Николо-Бабанка
Нико́ло-Баба́нка (укр. Миколо-Бабанка) — село в Кетрисановской сельской общине Кропивницкого района Кировоградской области Украины.
До 2020 года входило в Бобринецкий район
Население по переписи 2001 года составляло 645 человек. Почтовый индекс — 27250. Телефонный код — 5257. Занимает площадь 2,985 км². Код КОАТУУ — 3520884801.